# Electronica 1: The Time Machine
Electronica 1: The Time Machine – dziewiętnasty album studyjny francuskiego twórcy muzyki elektronicznej Jeana-Michela Jarre’a. Wydany został 16 października 2015 roku. Wydawnictwo zostało zrealizowane we współpracy z takimi wykonawcami jak m.in. Armin van Buuren, M83, Tangerine Dream oraz Gesaffelstein. 2 marca 2016 roku album uzyskał w Polsce status złotej, a 16 listopada tego samego roku platynowej płyty.

Chciałem opowiedzieć historię muzyki elektronicznej na podstawie własnych przeżyć i z mojego punktu widzenia - od momentu kiedy zaczynałem, aż po dziś dzień. Dlatego postanowiłem współpracować z całym wachlarzem artystów, którzy bezpośrednio lub pośrednio, w czasie kiedy przez ostatnie cztery dekady tworzyłem muzykę elektroniczną, byli związani z tym gatunkiem. Zaprosiłem ludzi, których podziwiam za ich szczególny wkład w ten gatunek muzyczny, którzy są dla mnie inspiracją, ale także takich, których brzmienie jest rozpoznawalne. Na początku nie miałem pojęcia, jak ten projekt będzie wyglądał, ale jestem zaszczycony faktem, że wszyscy, których zaprosiłem do współpracy, przyjęli moje zaproszenie.

## Lista utworów
Opracowano na podstawie materiału źródłowego.
| 1.  | „The Time Machine” (oraz Boys Noize)        | 3:51    |
|     |                                             |         |
| 2.  | „Glory” (oraz M83)                          | 3:56    |
|     |                                             |         |
| 3.  | „Close Your Eyes” (oraz Air)                | 6:24    |
|     |                                             |         |
| 4.  | „Automatic. Pt. 1” (oraz Vince Clarke)      | 3:09    |
|     |                                             |         |
| 5.  | „Automatic. Pt. 2” (oraz Vince Clarke)      | 2:58    |
|     |                                             |         |
| 6.  | „If..!” (oraz Little Boots)                 | 2:57    |
|     |                                             |         |
| 7.  | „Immortals” (oraz Fuck Buttons)             | 4:30    |
|     |                                             |         |
| 8.  | „Suns Have Gone” (oraz Moby)                | 5:47    |
|     |                                             |         |
| 9.  | „Conquistador” (oraz Gesaffelstein)         | 3:06    |
|     |                                             |         |
| 10. | „Travelator, Pt. 2” (oraz Pete Townshend)   | 3:06    |
|     |                                             |         |
| 11. | „Zero Gravity” (oraz Tangerine Dream)       | 6:46    |
|     |                                             |         |
| 12. | „Rely on Me” (oraz Laurie Anderson)         | 2:56    |
|     |                                             |         |
| 13. | „Stardust” (oraz Armin van Buuren)          | 4:35    |
|     |                                             |         |
| 14. | „Watching You” (oraz 3D)                    | 4:05    |
|     |                                             |         |
| 15. | „A Question of Blood” (oraz John Carpenter) | 3:00    |
|     |                                             |         |
| 16. | „The Train & the River” (oraz Lang Lang)    | 7:13    |
|     |                                             |         |
|     |                                             | 1:08:19 |
|     |                                             |         |
| Utwory bonusowe dostępne na iTunes                                                             |
| ---------------------------------------------------------------------------------------------- |
| 1. „Continuous Mix” – 70:27 2. „Glory” (oraz M83) – 3:07 3. „If..!” (oraz Little Boots) – 2:57 |

## Historia wydania
| Państwo         | Data                 | Format           | Wytwórnia                   | Źródło |
| --------------- | -------------------- | ---------------- | --------------------------- | ------ |
| Francja         | 16 października 2015 | Digital download | Columbia Records            | [ 12 ] |
| Hiszpania       | 16 października 2015 | Digital download | Columbia Records            | [ 13 ] |
| Niemcy          | 16 października 2015 | CD               | Columbia Records Sony Music | [ 14 ] |
| Niemcy          | 16 października 2015 | LP               | Columbia Records Sony Music | [ 15 ] |
| Niemcy          | 16 października 2015 | Digital download | Columbia Records            | [ 16 ] |
| Wielka Brytania | 16 października 2015 | CD               | RCA Records                 | [ 17 ] |
| Wielka Brytania | 16 października 2015 | LP               | RCA Records                 | [ 18 ] |
| Wielka Brytania | 16 października 2015 | Digital download | Columbia Records            | [ 19 ] |
| Włochy          | 16 października 2015 | Digital download | Columbia Records            | [ 20 ] |